# Eleições autárquicas de 2021 em Santa Maria da Feira
As eleições autárquicas de 2021 serviram para eleger os diferentes órgãos do poder local autárquico do concelho de Santa Maria da Feira.
O Partido Social Democrata voltou a vencer as eleições de forma folgada sobre a oposição, ao obter cerca de 49% dos votos e a manter os 7 em 11 vereadores que detinha. Este resultado permitiu a Emídio Sousa ser reeleito.
O Partido Socialista ficou, mais uma vez, longe de ameaçar o domínio social-democrata ao ficar-se pelos 30% dos votos e 4 vereadores.
As restantes candidaturas tiveram resultados residuais.

## Candidatos
| Lista | Lista                          | Candidato          |
| ----- | ------------------------------ | ------------------ |
|       | Partido Social Democrata       | Emídio Sousa       |
|       | Partido Socialista             | Márcio Correia     |
|       | CDS – Partido Popular          | Alecsander Pereira |
|       | Bloco de Esquerda              | Bárbara Pinto      |
|       | Coligação Democrática Unitária | Isabel Gomes       |
|       | CHEGA                          | Miguel Cruz        |
|       | Iniciativa Liberal             | Carla Abreu        |
|       | Pessoas–Animais–Natureza       | Andrea Domingos    |

## Resultados Oficiais
Os resultados nas eleições autárquicas de 2021 no concelho de Santa Maria da Feira para os diferentes órgãos do poder local foram os seguintes:

### Câmara Municipal
| Partido                 | Partido                        | Votos   | %               | +/-  | Vereadores | +/-     |
| ----------------------- | ------------------------------ | ------- | --------------- | ---- | ---------- | ------- |
|                         | Partido Social Democrata       | 34 177  | 48,91 / 100,00  | 1,57 | 7 / 11     | Estável |
|                         | Partido Socialista             | 21 026  | 30,09 / 100,00  | 2,38 | 4 / 11     | Estável |
|                         | Bloco de Esquerda              | 2 596   | 3,72 / 100,00   | 0,43 | 0 / 11     | Estável |
|                         | CDS – Partido Popular          | 2 275   | 3,26 / 100,00   | 1,07 | 0 / 11     | Estável |
|                         | CHEGA                          | 1 979   | 2,83 / 100,00   | Novo | 0 / 11     | Novo    |
|                         | Iniciativa Liberal             | 1 886   | 2,70 / 100,00   | Novo | 0 / 11     | Novo    |
|                         | Coligação Democrática Unitária | 1 627   | 2,33 / 100,00   | 0,38 | 0 / 11     | Estável |
|                         | Pessoas–Animais–Natureza       | 1 029   | 1,47 / 100,00   | -    | 0 / 11     | -       |
| Votos Inválidos         | Votos Inválidos                | 3 280   | 4,69 / 100,00   | 0,67 |            |         |
| Total                   | Total                          | 69 875  | 100,00 / 100,00 |      | 11 / 11    |         |
| Eleitorado/Participação | Eleitorado/Participação        | 125 645 | 55,61 / 100,00  | 1,71 |            |         |

### Assembleia Municipal
| Partido                 | Partido                        | Votos   | %               | +/-  | Deputados | +/-     |
| ----------------------- | ------------------------------ | ------- | --------------- | ---- | --------- | ------- |
|                         | Partido Social Democrata       | 30 900  | 44,22 / 100,00  | 2,29 | 16 / 33   | 1       |
|                         | Partido Socialista             | 22 098  | 31,62 / 100,00  | 1,66 | 12 / 33   | Estável |
|                         | Bloco de Esquerda              | 2 950   | 4,22 / 100,00   | 1,20 | 1 / 33    | 1       |
|                         | CDS – Partido Popular          | 2 566   | 3,67 / 100,00   | 1,35 | 1 / 33    | Estável |
|                         | Iniciativa Liberal             | 2 421   | 3,46 / 100,00   | Novo | 1 / 33    | Novo    |
|                         | CHEGA                          | 2 167   | 3,10 / 100,00   | Novo | 1 / 33    | Novo    |
|                         | Coligação Democrática Unitária | 1 863   | 2,67 / 100,00   | 0,57 | 1 / 33    | Estável |
|                         | Pessoas–Animais–Natureza       | 1 301   | 1,86 / 100,00   | -    | 0 / 33    | -       |
| Votos Inválidos         | Votos Inválidos                | 3 610   | 5,17 / 100,00   | 0,78 |           |         |
| Total                   | Total                          | 69 876  | 100,00 / 100,00 |      | 33 / 33   |         |
| Eleitorado/Participação | Eleitorado/Participação        | 125 645 | 55,61 / 100,00  | 1,71 |           |         |

### Juntas de Freguesia
| Partido                 | Partido                        | Votos   | %               | +/-     | Presidentes | +/-     | Mandatos  | +/-     |
| ----------------------- | ------------------------------ | ------- | --------------- | ------- | ----------- | ------- | --------- | ------- |
|                         | Partido Social Democrata       | 30 435  | 43,55 / 100,00  | 2,76    | 16 / 21     | 1       | 118 / 233 | 5       |
|                         | Partido Socialista             | 22 956  | 32,85 / 100,00  | 0,33    | 4 / 21      | 1       | 87 / 233  | 2       |
|                         | CDS – Partido Popular          | 3 710   | 5,31 / 100,00   | 0,69    | 0 / 21      | Estável | 10 / 233  | Estável |
|                         | Bloco de Esquerda              | 2 513   | 3,60 / 100,00   | Estável | 0 / 21      | Estável | 1 / 233   | Estável |
|                         | Coligação Democrática Unitária | 2 070   | 2,96 / 100,00   | 0,15    | 0 / 21      | Estável | 3 / 233   | Estável |
|                         | Iniciativa Liberal             | 1 485   | 2,12 / 100,00   | Novo    | 0 / 21      | Novo    | 2 / 233   | Novo    |
|                         | PSD-CDS                        | 1 208   | 1,73 / 100,00   | -       | 0 / 21      | -       | 6 / 233   | -       |
|                         | Grupo de Cidadãos              | 1 142   | 1,63 / 100,00   | 0,61    | 1 / 21      | Estável | 6 / 233   | 1       |
|                         | CHEGA                          | 863     | 1,23 / 100,00   | Novo    | 0 / 21      | Novo    | 0 / 233   | Novo    |
| Votos Inválidos         | Votos Inválidos                | 3 502   | 5,01 / 100,00   | 1,04    |             |         |           |         |
| Total                   | Total                          | 69 884  | 100,00 / 100,00 |         | 21 / 21     |         | 233 / 233 |         |
| Eleitorado/Participação | Eleitorado/Participação        | 125 645 | 55,62 / 100,00  | 1,70    |             |         |           |         |

## Resultados por Freguesia

### Câmara Municipal
| Freguesia                       | %     | %     | %    | %    | %    | %    | %    | %    | Votantes |
| Freguesia                       | PSD   | PS    | BE   | CDS  | CH   | IL   | CDU  | PAN  | Votantes |
| ------------------------------- | ----- | ----- | ---- | ---- | ---- | ---- | ---- | ---- | -------- |
| Freguesia                       |       |       |      |      |      |      |      |      | Votantes |
| Argoncilhe                      | 47,93 | 30,10 | 2,35 | 3,45 | 2,99 | 6,02 | 1,41 | 1,43 | 4 555    |
| Arrifana                        | 44,10 | 28,18 | 4,26 | 9,28 | 2,64 | 1,74 | 2,64 | 1,74 | 2 651    |
| Caldas de São Jorge e Pigeiros  | 50,07 | 34,76 | 2,44 | 1,70 | 2,44 | 1,10 | 2,25 | 1,24 | 2 175    |
| Canedo, Vale e Vila Maior       | 46,99 | 23,52 | 4,46 | 7,81 | 4,46 | 1,64 | 2,04 | 1,46 | 3 971    |
| Escapães                        | 48,99 | 36,18 | 1,97 | 2,41 | 1,92 | 1,42 | 1,53 | 1,59 | 1 827    |
| Fiães                           | 51,85 | 25,35 | 4,00 | 1,85 | 2,12 | 1,58 | 6,56 | 1,28 | 3 676    |
| Fornos                          | 54,31 | 25,79 | 3,46 | 2,55 | 2,04 | 2,38 | 4,31 | 1,36 | 1 764    |
| Lobão, Gião, Louredo e Guisande | 48,87 | 32,91 | 3,25 | 2,78 | 3,29 | 1,61 | 1,15 | 1,42 | 5 144    |
| Lourosa                         | 51,54 | 30,69 | 3,45 | 1,89 | 3,01 | 2,67 | 1,20 | 1,29 | 4 350    |
| Milheirós de Poiares            | 44,02 | 37,02 | 3,05 | 1,85 | 2,95 | 1,20 | 1,85 | 2,20 | 1 999    |
| Mozelos                         | 45,94 | 32,75 | 5,69 | 1,86 | 2,90 | 2,37 | 2,23 | 1,89 | 3 759    |
| Nogueira da Regedoura           | 41,19 | 40,25 | 4,09 | 2,17 | 2,73 | 1,40 | 1,82 | 2,01 | 3 081    |
| Paços de Brandão                | 47,24 | 27,88 | 4,24 | 6,27 | 3,90 | 2,48 | 1,99 | 1,43 | 2 665    |
| Rio Meão                        | 61,38 | 23,17 | 3,19 | 2,54 | 2,15 | 1,73 | 1,42 | 0,65 | 2 602    |
| Romariz                         | 52,75 | 26,24 | 2,13 | 5,69 | 3,88 | 1,03 | 0,58 | 0,90 | 1 547    |
| Sanguedo                        | 45,02 | 40,43 | 2,52 | 1,21 | 2,97 | 1,86 | 1,66 | 0,81 | 1 986    |
| Santa Maria da Feira            | 46,27 | 30,15 | 4,03 | 1,81 | 2,97 | 5,89 | 2,70 | 1,83 | 8 799    |
| Santa Maria de Lamas            | 48,89 | 26,32 | 5,18 | 5,61 | 2,41 | 4,30 | 1,90 | 1,20 | 2 743    |
| São João de Ver                 | 57,23 | 25,19 | 3,69 | 2,07 | 2,26 | 2,42 | 1,85 | 1,32 | 5 364    |
| São Miguel do Souto e Mosteirô  | 43,03 | 37,68 | 3,20 | 4,95 | 2,02 | 1,40 | 1,49 | 1,46 | 3 214    |
| São Paio de Oleiros             | 52,32 | 21,92 | 5,34 | 2,05 | 2,50 | 1,05 | 8,04 | 1,50 | 2 003    |
| Santa Maria da Feira            | 48,91 | 30,09 | 3,72 | 3,26 | 2,83 | 2,70 | 2,33 | 1,47 | 69 875   |

#### Argoncilhe
| Partido                 | Partido                        | Votos | %               | +/-  |
| ----------------------- | ------------------------------ | ----- | --------------- | ---- |
|                         | Partido Social Democrata       | 2 183 | 47,93 / 100,00  | 1,36 |
|                         | Partido Socialista             | 1 371 | 30,10 / 100,00  | 1,64 |
|                         | Iniciativa Liberal             | 274   | 6,02 / 100,00   | Novo |
|                         | CDS – Partido Popular          | 157   | 3,45 / 100,00   | 3,85 |
|                         | CHEGA                          | 136   | 2,99 / 100,00   | Novo |
|                         | Bloco de Esquerda              | 107   | 2,35 / 100,00   | 0,62 |
|                         | Pessoas–Animais–Natureza       | 65    | 1,43 / 100,00   | -    |
|                         | Coligação Democrática Unitária | 64    | 1,41 / 100,00   | 0,99 |
| Votos Inválidos         | Votos Inválidos                | 198   | 4,34 / 100,00   | 1,66 |
| Total                   | Total                          | 4 555 | 100,00 / 100,00 |      |
| Eleitorado/Participação | Eleitorado/Participação        | 7 448 | 61,16 / 100,00  | 0,98 |

#### Arrifana
| Partido                 | Partido                        | Votos | %               | +/-   |
| ----------------------- | ------------------------------ | ----- | --------------- | ----- |
|                         | Partido Social Democrata       | 1 169 | 44,10 / 100,00  | 2,07  |
|                         | Partido Socialista             | 747   | 28,18 / 100,00  | 10,69 |
|                         | CDS – Partido Popular          | 246   | 9,28 / 100,00   | 4,26  |
|                         | Bloco de Esquerda              | 113   | 4,26 / 100,00   | 0,56  |
|                         | CHEGA                          | 70    | 2,64 / 100,00   | Novo  |
|                         | Coligação Democrática Unitária | 70    | 2,64 / 100,00   | 0,01  |
|                         | Iniciativa Liberal             | 46    | 1,74 / 100,00   | Novo  |
|                         | Pessoas–Animais–Natureza       | 46    | 1,74 / 100,00   | -     |
| Votos Inválidos         | Votos Inválidos                | 144   | 5,43 / 100,00   | 0,84  |
| Total                   | Total                          | 2 651 | 100,00 / 100,00 |       |
| Eleitorado/Participação | Eleitorado/Participação        | 5 712 | 46,41 / 100,00  | 5,07  |

#### Caldas de São Jorge e Pigeiros
| Partido                 | Partido                        | Votos | %               | +/-  |
| ----------------------- | ------------------------------ | ----- | --------------- | ---- |
|                         | Partido Social Democrata       | 1 089 | 50,07 / 100,00  | 3,17 |
|                         | Partido Socialista             | 756   | 34,76 / 100,00  | 2,57 |
|                         | Bloco de Esquerda              | 53    | 2,44 / 100,00   | 0,26 |
|                         | CHEGA                          | 53    | 2,44 / 100,00   | Novo |
|                         | Coligação Democrática Unitária | 49    | 2,25 / 100,00   | 1,30 |
|                         | CDS – Partido Popular          | 37    | 1,70 / 100,00   | 1,40 |
|                         | Pessoas–Animais–Natureza       | 27    | 1,24 / 100,00   | -    |
|                         | Iniciativa Liberal             | 24    | 1,10 / 100,00   | Novo |
| Votos Inválidos         | Votos Inválidos                | 87    | 4,00 / 100,00   | 0,54 |
| Total                   | Total                          | 2 175 | 100,00 / 100,00 |      |
| Eleitorado/Participação | Eleitorado/Participação        | 3 494 | 62,25 / 100,00  | 0,15 |

#### Canedo, Vale e Vila Maior
| Partido                 | Partido                        | Votos | %               | +/-  |
| ----------------------- | ------------------------------ | ----- | --------------- | ---- |
|                         | Partido Social Democrata       | 1 866 | 46,99 / 100,00  | 7,14 |
|                         | Partido Socialista             | 934   | 23,52 / 100,00  | 2,07 |
|                         | CDS – Partido Popular          | 310   | 7,81 / 100,00   | 0,26 |
|                         | Bloco de Esquerda              | 177   | 4,46 / 100,00   | 1,40 |
|                         | CHEGA                          | 177   | 4,46 / 100,00   | Novo |
|                         | Coligação Democrática Unitária | 81    | 2,04 / 100,00   | 0,11 |
|                         | Iniciativa Liberal             | 65    | 1,64 / 100,00   | Novo |
|                         | Pessoas–Animais–Natureza       | 58    | 1,46 / 100,00   | -    |
| Votos Inválidos         | Votos Inválidos                | 303   | 7,63 / 100,00   | 1,13 |
| Total                   | Total                          | 3 971 | 100,00 / 100,00 |      |
| Eleitorado/Participação | Eleitorado/Participação        | 8 690 | 45,70 / 100,00  | 1,97 |

#### Escapães
| Partido                 | Partido                        | Votos | %               | +/-  |
| ----------------------- | ------------------------------ | ----- | --------------- | ---- |
|                         | Partido Social Democrata       | 895   | 48,99 / 100,00  | 1,09 |
|                         | Partido Socialista             | 661   | 36,18 / 100,00  | 0,66 |
|                         | CDS – Partido Popular          | 44    | 2,41 / 100,00   | 0,36 |
|                         | Bloco de Esquerda              | 36    | 1,97 / 100,00   | 0,59 |
|                         | CHEGA                          | 35    | 1,92 / 100,00   | Novo |
|                         | Pessoas–Animais–Natureza       | 29    | 1,59 / 100,00   | -    |
|                         | Coligação Democrática Unitária | 28    | 1,53 / 100,00   | 0,98 |
|                         | Iniciativa Liberal             | 26    | 1,42 / 100,00   | Novo |
| Votos Inválidos         | Votos Inválidos                | 73    | 4,00 / 100,00   | 0,92 |
| Total                   | Total                          | 1 827 | 100,00 / 100,00 |      |
| Eleitorado/Participação | Eleitorado/Participação        | 3 018 | 60,54 / 100,00  | 4,00 |

#### Fiães
| Partido                 | Partido                        | Votos | %               | +/-  |
| ----------------------- | ------------------------------ | ----- | --------------- | ---- |
|                         | Partido Social Democrata       | 1 906 | 51,85 / 100,00  | 6,95 |
|                         | Partido Socialista             | 932   | 25,35 / 100,00  | 1,34 |
|                         | Coligação Democrática Unitária | 241   | 6,56 / 100,00   | 1,80 |
|                         | Bloco de Esquerda              | 147   | 4,00 / 100,00   | 0,30 |
|                         | CHEGA                          | 78    | 2,12 / 100,00   | Novo |
|                         | CDS – Partido Popular          | 68    | 1,85 / 100,00   | 1,72 |
|                         | Iniciativa Liberal             | 58    | 1,58 / 100,00   | Novo |
|                         | Pessoas–Animais–Natureza       | 47    | 1,28 / 100,00   | -    |
| Votos Inválidos         | Votos Inválidos                | 199   | 5,41 / 100,00   | 0,57 |
| Total                   | Total                          | 3 676 | 100,00 / 100,00 |      |
| Eleitorado/Participação | Eleitorado/Participação        | 6 869 | 53,52 / 100,00  | 2,82 |

#### Fornos
| Partido                 | Partido                        | Votos | %               | +/-  |
| ----------------------- | ------------------------------ | ----- | --------------- | ---- |
|                         | Partido Social Democrata       | 958   | 54,31 / 100,00  | 0,25 |
|                         | Partido Socialista             | 455   | 25,79 / 100,00  | 0,02 |
|                         | Coligação Democrática Unitária | 76    | 4,31 / 100,00   | 3,91 |
|                         | Bloco de Esquerda              | 61    | 3,46 / 100,00   | 0,54 |
|                         | CDS – Partido Popular          | 45    | 2,55 / 100,00   | 0,58 |
|                         | Iniciativa Liberal             | 42    | 2,38 / 100,00   | Novo |
|                         | CHEGA                          | 36    | 2,04 / 100,00   | Novo |
|                         | Pessoas–Animais–Natureza       | 24    | 1,36 / 100,00   | -    |
| Votos Inválidos         | Votos Inválidos                | 67    | 3,80 / 100,00   | 0,53 |
| Total                   | Total                          | 1 764 | 100,00 / 100,00 |      |
| Eleitorado/Participação | Eleitorado/Participação        | 2 993 | 58,94 / 100,00  | 1,52 |

#### Lobão, Gião, Louredo e Guisande
| Partido                 | Partido                        | Votos | %               | +/-  |
| ----------------------- | ------------------------------ | ----- | --------------- | ---- |
|                         | Partido Social Democrata       | 2 514 | 48,87 / 100,00  | 3,35 |
|                         | Partido Socialista             | 1 693 | 32,91 / 100,00  | 0,18 |
|                         | CHEGA                          | 169   | 3,29 / 100,00   | Novo |
|                         | Bloco de Esquerda              | 167   | 3,25 / 100,00   | 0,29 |
|                         | CDS – Partido Popular          | 143   | 2,78 / 100,00   | 1,07 |
|                         | Iniciativa Liberal             | 83    | 1,61 / 100,00   | Novo |
|                         | Pessoas–Animais–Natureza       | 73    | 1,42 / 100,00   | -    |
|                         | Coligação Democrática Unitária | 59    | 1,15 / 100,00   | 0,55 |
| Votos Inválidos         | Votos Inválidos                | 243   | 4,73 / 100,00   | 0,85 |
| Total                   | Total                          | 5 144 | 100,00 / 100,00 |      |
| Eleitorado/Participação | Eleitorado/Participação        | 9 424 | 54,58 / 100,00  | 2,45 |

#### Lourosa
| Partido                 | Partido                        | Votos | %               | +/-  |
| ----------------------- | ------------------------------ | ----- | --------------- | ---- |
|                         | Partido Social Democrata       | 2 242 | 51,54 / 100,00  | 3,51 |
|                         | Partido Socialista             | 1 335 | 30,69 / 100,00  | 1,05 |
|                         | Bloco de Esquerda              | 150   | 3,45 / 100,00   | 0,86 |
|                         | CHEGA                          | 131   | 3,01 / 100,00   | Novo |
|                         | Iniciativa Liberal             | 116   | 2,67 / 100,00   | Novo |
|                         | CDS – Partido Popular          | 82    | 1,89 / 100,00   | 0,73 |
|                         | Pessoas–Animais–Natureza       | 56    | 1,29 / 100,00   | -    |
|                         | Coligação Democrática Unitária | 52    | 1,20 / 100,00   | 0,16 |
| Votos Inválidos         | Votos Inválidos                | 186   | 4,28 / 100,00   | 0,15 |
| Total                   | Total                          | 4 350 | 100,00 / 100,00 |      |
| Eleitorado/Participação | Eleitorado/Participação        | 7 685 | 56,60 / 100,00  | 1,16 |

#### Milheirós de Poiares
| Partido                 | Partido                        | Votos | %               | +/-  |
| ----------------------- | ------------------------------ | ----- | --------------- | ---- |
|                         | Partido Social Democrata       | 880   | 44,02 / 100,00  | 3,26 |
|                         | Partido Socialista             | 740   | 37,02 / 100,00  | 1,57 |
|                         | Bloco de Esquerda              | 61    | 3,05 / 100,00   | 0,19 |
|                         | CHEGA                          | 59    | 2,95 / 100,00   | Novo |
|                         | Pessoas–Animais–Natureza       | 44    | 2,20 / 100,00   | -    |
|                         | CDS – Partido Popular          | 37    | 1,85 / 100,00   | 0,82 |
|                         | Coligação Democrática Unitária | 37    | 1,85 / 100,00   | 1,01 |
|                         | Iniciativa Liberal             | 24    | 1,20 / 100,00   | Novo |
| Votos Inválidos         | Votos Inválidos                | 117   | 5,85 / 100,00   | 1,41 |
| Total                   | Total                          | 1 999 | 100,00 / 100,00 |      |
| Eleitorado/Participação | Eleitorado/Participação        | 3 257 | 61,38 / 100,00  | 1,66 |

#### Mozelos
| Partido                 | Partido                        | Votos | %               | +/-  |
| ----------------------- | ------------------------------ | ----- | --------------- | ---- |
|                         | Partido Social Democrata       | 1 727 | 45,94 / 100,00  | 1,65 |
|                         | Partido Socialista             | 1 231 | 32,75 / 100,00  | 4,25 |
|                         | Bloco de Esquerda              | 214   | 5,69 / 100,00   | 0,49 |
|                         | CHEGA                          | 109   | 2,90 / 100,00   | Novo |
|                         | Iniciativa Liberal             | 89    | 2,37 / 100,00   | Novo |
|                         | Coligação Democrática Unitária | 84    | 2,23 / 100,00   | 0,12 |
|                         | Pessoas–Animais–Natureza       | 71    | 1,89 / 100,00   | -    |
|                         | CDS – Partido Popular          | 70    | 1,86 / 100,00   | 1,30 |
| Votos Inválidos         | Votos Inválidos                | 164   | 4,37 / 100,00   | 0,20 |
| Total                   | Total                          | 3 759 | 100,00 / 100,00 |      |
| Eleitorado/Participação | Eleitorado/Participação        | 6 482 | 57,99 / 100,00  | 4,38 |

#### Nogueira da Regedoura
| Partido                 | Partido                        | Votos | %               | +/-  |
| ----------------------- | ------------------------------ | ----- | --------------- | ---- |
|                         | Partido Social Democrata       | 1 269 | 41,19 / 100,00  | 3,16 |
|                         | Partido Socialista             | 1 240 | 40,25 / 100,00  | 2,44 |
|                         | Bloco de Esquerda              | 126   | 4,09 / 100,00   | 0,26 |
|                         | CHEGA                          | 84    | 2,73 / 100,00   | Novo |
|                         | CDS – Partido Popular          | 67    | 2,17 / 100,00   | 0,30 |
|                         | Pessoas–Animais–Natureza       | 62    | 2,01 / 100,00   | -    |
|                         | Coligação Democrática Unitária | 56    | 1,82 / 100,00   | 0,17 |
|                         | Iniciativa Liberal             | 43    | 1,40 / 100,00   | Novo |
| Votos Inválidos         | Votos Inválidos                | 134   | 4,35 / 100,00   | 0,01 |
| Total                   | Total                          | 3 081 | 100,00 / 100,00 |      |
| Eleitorado/Participação | Eleitorado/Participação        | 5 181 | 59,47 / 100,00  | 5,74 |

#### Paços de Brandão
| Partido                 | Partido                        | Votos | %               | +/-  |
| ----------------------- | ------------------------------ | ----- | --------------- | ---- |
|                         | Partido Social Democrata       | 1 259 | 47,24 / 100,00  | 2,74 |
|                         | Partido Socialista             | 743   | 27,88 / 100,00  | 3,72 |
|                         | CDS – Partido Popular          | 167   | 6,27 / 100,00   | 0,43 |
|                         | Bloco de Esquerda              | 113   | 4,24 / 100,00   | 0,16 |
|                         | CHEGA                          | 104   | 3,90 / 100,00   | Novo |
|                         | Iniciativa Liberal             | 66    | 2,48 / 100,00   | Novo |
|                         | Coligação Democrática Unitária | 53    | 1,99 / 100,00   | 0,46 |
|                         | Pessoas–Animais–Natureza       | 38    | 1,43 / 100,00   | -    |
| Votos Inválidos         | Votos Inválidos                | 122   | 4,58 / 100,00   | 0,10 |
| Total                   | Total                          | 2 665 | 100,00 / 100,00 |      |
| Eleitorado/Participação | Eleitorado/Participação        | 4 341 | 61,39 / 100,00  | 2,17 |

#### Rio Meão
| Partido                 | Partido                        | Votos | %               | +/-  |
| ----------------------- | ------------------------------ | ----- | --------------- | ---- |
|                         | Partido Social Democrata       | 1 597 | 61,38 / 100,00  | 5,86 |
|                         | Partido Socialista             | 603   | 23,17 / 100,00  | 8,69 |
|                         | Bloco de Esquerda              | 83    | 3,19 / 100,00   | 0,47 |
|                         | CDS – Partido Popular          | 66    | 2,54 / 100,00   | 0,36 |
|                         | CHEGA                          | 56    | 2,15 / 100,00   | Novo |
|                         | Iniciativa Liberal             | 45    | 1,73 / 100,00   | Novo |
|                         | Coligação Democrática Unitária | 37    | 1,42 / 100,00   | 0,19 |
|                         | Pessoas–Animais–Natureza       | 17    | 0,65 / 100,00   | -    |
| Votos Inválidos         | Votos Inválidos                | 98    | 3,76 / 100,00   | 1,18 |
| Total                   | Total                          | 2 602 | 100,00 / 100,00 |      |
| Eleitorado/Participação | Eleitorado/Participação        | 4 423 | 58,83 / 100,00  | 3,95 |

#### Romariz
| Partido                 | Partido                        | Votos | %               | +/-  |
| ----------------------- | ------------------------------ | ----- | --------------- | ---- |
|                         | Partido Social Democrata       | 816   | 52,75 / 100,00  | 1,04 |
|                         | Partido Socialista             | 406   | 26,24 / 100,00  | 5,70 |
|                         | CDS – Partido Popular          | 88    | 5,69 / 100,00   | 3,13 |
|                         | CHEGA                          | 60    | 3,88 / 100,00   | Novo |
|                         | Bloco de Esquerda              | 33    | 2,13 / 100,00   | 0,72 |
|                         | Iniciativa Liberal             | 16    | 1,03 / 100,00   | Novo |
|                         | Pessoas–Animais–Natureza       | 14    | 0,90 / 100,00   | -    |
|                         | Coligação Democrática Unitária | 10    | 0,58 / 100,00   | 0,24 |
| Votos Inválidos         | Votos Inválidos                | 105   | 6,79 / 100,00   | 1,79 |
| Total                   | Total                          | 1 547 | 100,00 / 100,00 |      |
| Eleitorado/Participação | Eleitorado/Participação        | 2 854 | 54,20 / 100,00  | 1,52 |

#### Sanguedo
| Partido                 | Partido                        | Votos | %               | +/-  |
| ----------------------- | ------------------------------ | ----- | --------------- | ---- |
|                         | Partido Social Democrata       | 894   | 45,02 / 100,00  | 0,98 |
|                         | Partido Socialista             | 803   | 40,43 / 100,00  | 2,92 |
|                         | CHEGA                          | 59    | 2,97 / 100,00   | Novo |
|                         | Bloco de Esquerda              | 50    | 2,52 / 100,00   | 0,47 |
|                         | Iniciativa Liberal             | 37    | 1,86 / 100,00   | Novo |
|                         | Coligação Democrática Unitária | 33    | 1,66 / 100,00   | 0,30 |
|                         | CDS – Partido Popular          | 24    | 1,21 / 100,00   | 1,20 |
|                         | Pessoas–Animais–Natureza       | 16    | 0,81 / 100,00   | -    |
| Votos Inválidos         | Votos Inválidos                | 70    | 3,53 / 100,00   | 1,08 |
| Total                   | Total                          | 1 986 | 100,00 / 100,00 |      |
| Eleitorado/Participação | Eleitorado/Participação        | 3 109 | 63,88 / 100,00  | 1,10 |

#### Santa Maria da Feira
| Partido                 | Partido                        | Votos  | %               | +/-  |
| ----------------------- | ------------------------------ | ------ | --------------- | ---- |
|                         | Partido Social Democrata       | 4 071  | 46,27 / 100,00  | 8,29 |
|                         | Partido Socialista             | 2 653  | 30,15 / 100,00  | 2,22 |
|                         | Iniciativa Liberal             | 518    | 5,89 / 100,00   | Novo |
|                         | Bloco de Esquerda              | 355    | 4,03 / 100,00   | 1,20 |
|                         | CHEGA                          | 261    | 2,97 / 100,00   | Novo |
|                         | Coligação Democrática Unitária | 238    | 2,70 / 100,00   | 0,26 |
|                         | Pessoas–Animais–Natureza       | 161    | 1,83 / 100,00   | -    |
|                         | CDS – Partido Popular          | 159    | 1,81 / 100,00   | 1,35 |
| Votos Inválidos         | Votos Inválidos                | 383    | 4,36 / 100,00   | 1,73 |
| Total                   | Total                          | 8 799  | 100,00 / 100,00 |      |
| Eleitorado/Participação | Eleitorado/Participação        | 17 227 | 51,08 / 100,00  | 1,98 |

#### Santa Maria de Lamas
| Partido                 | Partido                        | Votos | %               | +/-   |
| ----------------------- | ------------------------------ | ----- | --------------- | ----- |
|                         | Partido Social Democrata       | 1 341 | 48,89 / 100,00  | 5,58  |
|                         | Partido Socialista             | 722   | 26,32 / 100,00  | 14,71 |
|                         | CDS – Partido Popular          | 154   | 5,61 / 100,00   | 1,97  |
|                         | Bloco de Esquerda              | 142   | 5,18 / 100,00   | 1,36  |
|                         | Iniciativa Liberal             | 118   | 4,30 / 100,00   | Novo  |
|                         | CHEGA                          | 66    | 2,41 / 100,00   | Novo  |
|                         | Coligação Democrática Unitária | 52    | 1,90 / 100,00   | 1,03  |
|                         | Pessoas–Animais–Natureza       | 33    | 1,20 / 100,00   | -     |
| Votos Inválidos         | Votos Inválidos                | 115   | 4,19 / 100,00   | 0,55  |
| Total                   | Total                          | 2 743 | 100,00 / 100,00 |       |
| Eleitorado/Participação | Eleitorado/Participação        | 4 475 | 61,30 / 100,00  | 0,96  |

#### São João de Ver
| Partido                 | Partido                        | Votos | %               | +/-  |
| ----------------------- | ------------------------------ | ----- | --------------- | ---- |
|                         | Partido Social Democrata       | 3 070 | 57,23 / 100,00  | 4,41 |
|                         | Partido Socialista             | 1 351 | 25,19 / 100,00  | 3,82 |
|                         | Bloco de Esquerda              | 198   | 3,69 / 100,00   | 1,49 |
|                         | Iniciativa Liberal             | 130   | 2,42 / 100,00   | Novo |
|                         | CHEGA                          | 121   | 2,26 / 100,00   | Novo |
|                         | CDS – Partido Popular          | 111   | 2,07 / 100,00   | 2,11 |
|                         | Coligação Democrática Unitária | 99    | 1,85 / 100,00   | 0,72 |
|                         | Pessoas–Animais–Natureza       | 71    | 1,32 / 100,00   | -    |
| Votos Inválidos         | Votos Inválidos                | 213   | 3,97 / 100,00   | 1,76 |
| Total                   | Total                          | 5 364 | 100,00 / 100,00 |      |
| Eleitorado/Participação | Eleitorado/Participação        | 9 513 | 56,39 / 100,00  | 1,36 |

#### São Miguel do Souto e Mosteirô
| Partido                 | Partido                        | Votos | %               | +/-  |
| ----------------------- | ------------------------------ | ----- | --------------- | ---- |
|                         | Partido Social Democrata       | 1 383 | 43,03 / 100,00  | 5,34 |
|                         | Partido Socialista             | 1 211 | 37,68 / 100,00  | 2,09 |
|                         | CDS – Partido Popular          | 159   | 4,95 / 100,00   | 4,12 |
|                         | Bloco de Esquerda              | 103   | 3,20 / 100,00   | 2,02 |
|                         | CHEGA                          | 65    | 2,02 / 100,00   | Novo |
|                         | Coligação Democrática Unitária | 48    | 1,49 / 100,00   | 0,05 |
|                         | Pessoas–Animais–Natureza       | 47    | 1,46 / 100,00   | -    |
|                         | Iniciativa Liberal             | 45    | 1,40 / 100,00   | Novo |
| Votos Inválidos         | Votos Inválidos                | 153   | 4,76 / 100,00   | 1,18 |
| Total                   | Total                          | 3 214 | 100,00 / 100,00 |      |
| Eleitorado/Participação | Eleitorado/Participação        | 6 030 | 53,30 / 100,00  | 7,01 |

#### São Paio de Oleiros
| Partido                 | Partido                        | Votos | %               | +/-  |
| ----------------------- | ------------------------------ | ----- | --------------- | ---- |
|                         | Partido Social Democrata       | 1 048 | 52,32 / 100,00  | 6,49 |
|                         | Partido Socialista             | 439   | 21,92 / 100,00  | 9,47 |
|                         | Coligação Democrática Unitária | 161   | 8,04 / 100,00   | 1,28 |
|                         | Bloco de Esquerda              | 107   | 5,34 / 100,00   | 0,48 |
|                         | CHEGA                          | 50    | 2,50 / 100,00   | Novo |
|                         | CDS – Partido Popular          | 41    | 2,05 / 100,00   | 0,78 |
|                         | Pessoas–Animais–Natureza       | 30    | 1,50 / 100,00   | -    |
|                         | Iniciativa Liberal             | 21    | 1,05 / 100,00   | Novo |
| Votos Inválidos         | Votos Inválidos                | 106   | 5,29 / 100,00   | 0,22 |
| Total                   | Total                          | 2 003 | 100,00 / 100,00 |      |
| Eleitorado/Participação | Eleitorado/Participação        | 3 420 | 58,57 / 100,00  | 6,82 |

### Assembleia Municipal
| Freguesia                       | %     | %     | %    | %     | %    | %    | %    | %    | Votantes |
| Freguesia                       | PSD   | PS    | BE   | CDS   | IL   | CH   | CDU  | PAN  | Votantes |
| ------------------------------- | ----- | ----- | ---- | ----- | ---- | ---- | ---- | ---- | -------- |
| Freguesia                       |       |       |      |       |      |      |      |      | Votantes |
| Argoncilhe                      | 43,11 | 32,53 | 2,50 | 4,09  | 7,40 | 3,27 | 1,54 | 1,47 | 4 553    |
| Arrifana                        | 42,02 | 28,06 | 4,22 | 10,49 | 1,81 | 2,64 | 2,87 | 1,81 | 2 651    |
| Caldas de São Jorge e Pigeiros  | 44,87 | 37,10 | 2,90 | 1,98  | 1,15 | 2,76 | 2,76 | 1,56 | 2 175    |
| Canedo, Vale e Vila Maior       | 43,19 | 23,14 | 5,19 | 9,17  | 1,96 | 4,86 | 2,12 | 1,84 | 3 971    |
| Escapães                        | 45,32 | 36,95 | 3,01 | 2,63  | 2,19 | 2,13 | 1,92 | 1,75 | 1 827    |
| Fiães                           | 41,96 | 29,86 | 5,30 | 2,26  | 1,88 | 3,02 | 8,08 | 1,71 | 3 677    |
| Fornos                          | 49,83 | 26,93 | 4,14 | 3,23  | 2,32 | 2,61 | 4,76 | 1,81 | 1 764    |
| Lobão, Gião, Louredo e Guisande | 44,36 | 35,28 | 3,34 | 2,74  | 2,14 | 3,79 | 1,30 | 1,96 | 5 144    |
| Lourosa                         | 46,25 | 33,66 | 4,16 | 1,77  | 3,22 | 2,99 | 1,75 | 1,72 | 4 350    |
| Milheirós de Poiares            | 39,97 | 39,07 | 3,00 | 1,80  | 1,65 | 3,05 | 1,90 | 2,40 | 1 999    |
| Mozelos                         | 41,69 | 34,26 | 6,28 | 2,13  | 3,06 | 3,06 | 2,18 | 2,47 | 3 759    |
| Nogueira da Regedoura           | 35,96 | 43,23 | 4,35 | 2,21  | 1,66 | 2,69 | 2,27 | 2,43 | 3 081    |
| Paços de Brandão                | 43,68 | 29,91 | 4,35 | 6,79  | 2,66 | 3,94 | 2,25 | 1,50 | 2 665    |
| Rio Meão                        | 58,57 | 23,71 | 4,04 | 2,69  | 2,04 | 2,19 | 1,42 | 1,15 | 2 602    |
| Romariz                         | 50,10 | 26,83 | 2,59 | 6,53  | 1,42 | 4,01 | 1,10 | 0,97 | 1 547    |
| Sanguedo                        | 38,12 | 43,61 | 3,37 | 1,66  | 2,22 | 3,27 | 2,11 | 1,21 | 1 986    |
| Santa Maria da Feira            | 42,09 | 29,54 | 4,84 | 1,97  | 7,68 | 3,28 | 3,19 | 2,48 | 8 801    |
| Santa Maria de Lamas            | 42,14 | 26,83 | 5,14 | 7,00  | 7,73 | 2,84 | 2,37 | 1,39 | 2 743    |
| São João de Ver                 | 52,87 | 26,57 | 4,12 | 2,37  | 3,24 | 2,54 | 1,96 | 1,98 | 5 364    |
| São Miguel do Souto e Mosteirô  | 37,65 | 40,07 | 3,80 | 5,85  | 1,84 | 2,27 | 1,52 | 1,84 | 3 214    |
| São Paio de Oleiros             | 49,33 | 23,71 | 5,54 | 2,00  | 1,15 | 2,50 | 8,39 | 1,50 | 2 003    |
| Santa Maria da Feira            | 44,22 | 31,62 | 4,22 | 3,67  | 3,46 | 3,10 | 2,67 | 1,86 | 69 876   |

#### Argoncilhe
| Partido                 | Partido                        | Votos | %               | +/-  |
| ----------------------- | ------------------------------ | ----- | --------------- | ---- |
|                         | Partido Social Democrata       | 1 963 | 43,11 / 100,00  | 1,94 |
|                         | Partido Socialista             | 1 481 | 32,53 / 100,00  | 1,15 |
|                         | Iniciativa Liberal             | 337   | 7,40 / 100,00   | Novo |
|                         | CDS – Partido Popular          | 186   | 4,09 / 100,00   | 4,30 |
|                         | CHEGA                          | 149   | 3,27 / 100,00   | Novo |
|                         | Bloco de Esquerda              | 114   | 2,50 / 100,00   | 1,14 |
|                         | Coligação Democrática Unitária | 70    | 1,54 / 100,00   | 1,28 |
|                         | Pessoas–Animais–Natureza       | 67    | 1,47 / 100,00   | -    |
| Votos Inválidos         | Votos Inválidos                | 186   | 4,08 / 100,00   | 1,96 |
| Total                   | Total                          | 4 553 | 100,00 / 100,00 |      |
| Eleitorado/Participação | Eleitorado/Participação        | 7 448 | 61,13 / 100,00  | 0,97 |

#### Arrifana
| Partido                 | Partido                        | Votos | %               | +/-   |
| ----------------------- | ------------------------------ | ----- | --------------- | ----- |
|                         | Partido Social Democrata       | 1 114 | 42,02 / 100,00  | 1,66  |
|                         | Partido Socialista             | 744   | 28,06 / 100,00  | 10,87 |
|                         | CDS – Partido Popular          | 278   | 10,49 / 100,00  | 5,19  |
|                         | Bloco de Esquerda              | 112   | 4,22 / 100,00   | 1,01  |
|                         | Coligação Democrática Unitária | 76    | 2,87 / 100,00   | 0,15  |
|                         | CHEGA                          | 70    | 2,64 / 100,00   | Novo  |
|                         | Iniciativa Liberal             | 48    | 1,81 / 100,00   | Novo  |
|                         | Pessoas–Animais–Natureza       | 48    | 1,81 / 100,00   | -     |
| Votos Inválidos         | Votos Inválidos                | 161   | 6,07 / 100,00   | 0,75  |
| Total                   | Total                          | 2 651 | 100,00 / 100,00 |       |
| Eleitorado/Participação | Eleitorado/Participação        | 5 712 | 46,41 / 100,00  | 5,04  |

#### Caldas de São Jorge e Pigeiros
| Partido                 | Partido                        | Votos | %               | +/-  |
| ----------------------- | ------------------------------ | ----- | --------------- | ---- |
|                         | Partido Social Democrata       | 976   | 44,87 / 100,00  | 1,80 |
|                         | Partido Socialista             | 807   | 37,10 / 100,00  | 2,12 |
|                         | Bloco de Esquerda              | 63    | 2,90 / 100,00   | 0,56 |
|                         | CHEGA                          | 60    | 2,76 / 100,00   | Novo |
|                         | Coligação Democrática Unitária | 60    | 2,76 / 100,00   | 1,83 |
|                         | CDS – Partido Popular          | 43    | 1,98 / 100,00   | 2,16 |
|                         | Pessoas–Animais–Natureza       | 34    | 1,56 / 100,00   | -    |
|                         | Iniciativa Liberal             | 25    | 1,15 / 100,00   | Novo |
| Votos Inválidos         | Votos Inválidos                | 107   | 4,92 / 100,00   | 0,61 |
| Total                   | Total                          | 2 175 | 100,00 / 100,00 |      |
| Eleitorado/Participação | Eleitorado/Participação        | 3 494 | 62,25 / 100,00  | 0,15 |

#### Canedo, Vale e Vila Maior
| Partido                 | Partido                        | Votos | %               | +/-   |
| ----------------------- | ------------------------------ | ----- | --------------- | ----- |
|                         | Partido Social Democrata       | 1 715 | 43,19 / 100,00  | 10,25 |
|                         | Partido Socialista             | 919   | 23,14 / 100,00  | 2,21  |
|                         | CDS – Partido Popular          | 364   | 9,17 / 100,00   | 0,13  |
|                         | Bloco de Esquerda              | 206   | 5,19 / 100,00   | 1,59  |
|                         | CHEGA                          | 193   | 4,86 / 100,00   | Novo  |
|                         | Coligação Democrática Unitária | 84    | 2,12 / 100,00   | 0,04  |
|                         | Iniciativa Liberal             | 78    | 1,96 / 100,00   | Novo  |
|                         | Pessoas–Animais–Natureza       | 73    | 1,84 / 100,00   | -     |
| Votos Inválidos         | Votos Inválidos                | 339   | 8,54 / 100,00   | 1,48  |
| Total                   | Total                          | 3 971 | 100,00 / 100,00 |       |
| Eleitorado/Participação | Eleitorado/Participação        | 8 690 | 45,70 / 100,00  | 1,96  |

#### Escapães
| Partido                 | Partido                        | Votos | %               | +/-  |
| ----------------------- | ------------------------------ | ----- | --------------- | ---- |
|                         | Partido Social Democrata       | 828   | 45,32 / 100,00  | 0,78 |
|                         | Partido Socialista             | 675   | 36,95 / 100,00  | 1,51 |
|                         | Bloco de Esquerda              | 55    | 3,01 / 100,00   | 0,39 |
|                         | CDS – Partido Popular          | 48    | 2,63 / 100,00   | 0,82 |
|                         | Iniciativa Liberal             | 40    | 2,19 / 100,00   | Novo |
|                         | CHEGA                          | 39    | 2,13 / 100,00   | Novo |
|                         | Coligação Democrática Unitária | 35    | 1,92 / 100,00   | 0,23 |
|                         | Pessoas–Animais–Natureza       | 32    | 1,75 / 100,00   | -    |
| Votos Inválidos         | Votos Inválidos                | 75    | 4,10 / 100,00   | 1,97 |
| Total                   | Total                          | 1 827 | 100,00 / 100,00 |      |
| Eleitorado/Participação | Eleitorado/Participação        | 3 018 | 60,54 / 100,00  | 4,00 |

#### Fiães
| Partido                 | Partido                        | Votos | %               | +/-  |
| ----------------------- | ------------------------------ | ----- | --------------- | ---- |
|                         | Partido Social Democrata       | 1 543 | 41,96 / 100,00  | 4,66 |
|                         | Partido Socialista             | 1 098 | 29,86 / 100,00  | 1,42 |
|                         | Coligação Democrática Unitária | 297   | 8,08 / 100,00   | 0,84 |
|                         | Bloco de Esquerda              | 195   | 5,30 / 100,00   | 0,98 |
|                         | CHEGA                          | 111   | 3,02 / 100,00   | Novo |
|                         | CDS – Partido Popular          | 83    | 2,26 / 100,00   | 2,27 |
|                         | Iniciativa Liberal             | 69    | 1,88 / 100,00   | Novo |
|                         | Pessoas–Animais–Natureza       | 63    | 1,71 / 100,00   | -    |
| Votos Inválidos         | Votos Inválidos                | 218   | 5,92 / 100,00   | 0,59 |
| Total                   | Total                          | 3 677 | 100,00 / 100,00 |      |
| Eleitorado/Participação | Eleitorado/Participação        | 6 869 | 53,53 / 100,00  | 2,81 |

#### Fornos
| Partido                 | Partido                        | Votos | %               | +/-  |
| ----------------------- | ------------------------------ | ----- | --------------- | ---- |
|                         | Partido Social Democrata       | 879   | 49,83 / 100,00  | 0,22 |
|                         | Partido Socialista             | 475   | 26,93 / 100,00  | 0,50 |
|                         | Coligação Democrática Unitária | 84    | 4,76 / 100,00   | 3,79 |
|                         | Bloco de Esquerda              | 73    | 4,14 / 100,00   | 1,07 |
|                         | CDS – Partido Popular          | 57    | 3,23 / 100,00   | 0,06 |
|                         | CHEGA                          | 46    | 2,61 / 100,00   | Novo |
|                         | Iniciativa Liberal             | 41    | 2,32 / 100,00   | Novo |
|                         | Pessoas–Animais–Natureza       | 32    | 1,81 / 100,00   | -    |
| Votos Inválidos         | Votos Inválidos                | 77    | 4,36 / 100,00   | 1,56 |
| Total                   | Total                          | 1 764 | 100,00 / 100,00 |      |
| Eleitorado/Participação | Eleitorado/Participação        | 2 993 | 58,94 / 100,00  | 1,52 |

#### Lobão, Gião, Louredo e Guisande
| Partido                 | Partido                        | Votos | %               | +/-  |
| ----------------------- | ------------------------------ | ----- | --------------- | ---- |
|                         | Partido Social Democrata       | 2 282 | 44,36 / 100,00  | 3,82 |
|                         | Partido Socialista             | 1 815 | 35,28 / 100,00  | 0,58 |
|                         | CHEGA                          | 195   | 3,79 / 100,00   | Novo |
|                         | Bloco de Esquerda              | 172   | 3,34 / 100,00   | 0,47 |
|                         | CDS – Partido Popular          | 141   | 2,74 / 100,00   | 1,47 |
|                         | Iniciativa Liberal             | 110   | 2,14 / 100,00   | Novo |
|                         | Pessoas–Animais–Natureza       | 101   | 1,96 / 100,00   | -    |
|                         | Coligação Democrática Unitária | 67    | 1,30 / 100,00   | 0,80 |
| Votos Inválidos         | Votos Inválidos                | 261   | 5,07 / 100,00   | 1,32 |
| Total                   | Total                          | 5 144 | 100,00 / 100,00 |      |
| Eleitorado/Participação | Eleitorado/Participação        | 9 424 | 54,58 / 100,00  | 2,45 |

#### Lourosa
| Partido                 | Partido                        | Votos | %               | +/-  |
| ----------------------- | ------------------------------ | ----- | --------------- | ---- |
|                         | Partido Social Democrata       | 2 012 | 46,25 / 100,00  | 4,16 |
|                         | Partido Socialista             | 1 464 | 33,66 / 100,00  | 0,50 |
|                         | Bloco de Esquerda              | 181   | 4,16 / 100,00   | 1,04 |
|                         | Iniciativa Liberal             | 140   | 3,22 / 100,00   | Novo |
|                         | CHEGA                          | 130   | 2,99 / 100,00   | Novo |
|                         | CDS – Partido Popular          | 77    | 1,77 / 100,00   | 1,17 |
|                         | Coligação Democrática Unitária | 76    | 1,75 / 100,00   | 0,03 |
|                         | Pessoas–Animais–Natureza       | 75    | 1,72 / 100,00   | -    |
| Votos Inválidos         | Votos Inválidos                | 195   | 4,48 / 100,00   | 0,53 |
| Total                   | Total                          | 4 350 | 100,00 / 100,00 |      |
| Eleitorado/Participação | Eleitorado/Participação        | 7 685 | 56,60 / 100,00  | 1,17 |

#### Milheirós de Poiares
| Partido                 | Partido                        | Votos | %               | +/-  |
| ----------------------- | ------------------------------ | ----- | --------------- | ---- |
|                         | Partido Social Democrata       | 799   | 39,97 / 100,00  | 5,21 |
|                         | Partido Socialista             | 781   | 39,07 / 100,00  | 2,91 |
|                         | CHEGA                          | 61    | 3,05 / 100,00   | Novo |
|                         | Bloco de Esquerda              | 60    | 3,00 / 100,00   | 0,29 |
|                         | Pessoas–Animais–Natureza       | 48    | 2,40 / 100,00   | -    |
|                         | Coligação Democrática Unitária | 38    | 1,90 / 100,00   | 1,20 |
|                         | CDS – Partido Popular          | 36    | 1,80 / 100,00   | 1,30 |
|                         | Iniciativa Liberal             | 33    | 1,65 / 100,00   | Novo |
| Votos Inválidos         | Votos Inválidos                | 143   | 7,15 / 100,00   | 0,58 |
| Total                   | Total                          | 1 999 | 100,00 / 100,00 |      |
| Eleitorado/Participação | Eleitorado/Participação        | 3 257 | 61,38 / 100,00  | 1,66 |

#### Mozelos
| Partido                 | Partido                        | Votos | %               | +/-  |
| ----------------------- | ------------------------------ | ----- | --------------- | ---- |
|                         | Partido Social Democrata       | 1 567 | 41,69 / 100,00  | 2,61 |
|                         | Partido Socialista             | 1 288 | 34,26 / 100,00  | 3,81 |
|                         | Bloco de Esquerda              | 236   | 6,28 / 100,00   | 0,02 |
|                         | Iniciativa Liberal             | 115   | 3,06 / 100,00   | Novo |
|                         | CHEGA                          | 115   | 3,06 / 100,00   | Novo |
|                         | Pessoas–Animais–Natureza       | 93    | 2,47 / 100,00   | -    |
|                         | Coligação Democrática Unitária | 82    | 2,18 / 100,00   | 0,45 |
|                         | CDS – Partido Popular          | 80    | 2,13 / 100,00   | 1,51 |
| Votos Inválidos         | Votos Inválidos                | 183   | 4,87 / 100,00   | 0,42 |
| Total                   | Total                          | 3 759 | 100,00 / 100,00 |      |
| Eleitorado/Participação | Eleitorado/Participação        | 6 482 | 57,99 / 100,00  | 4,38 |

#### Nogueira da Regedoura
| Partido                 | Partido                        | Votos | %               | +/-  |
| ----------------------- | ------------------------------ | ----- | --------------- | ---- |
|                         | Partido Socialista             | 1 332 | 43,23 / 100,00  | 1,09 |
|                         | Partido Social Democrata       | 1 108 | 35,96 / 100,00  | 5,61 |
|                         | Bloco de Esquerda              | 134   | 4,35 / 100,00   | 0,07 |
|                         | CHEGA                          | 83    | 2,69 / 100,00   | Novo |
|                         | Pessoas–Animais–Natureza       | 75    | 2,43 / 100,00   | -    |
|                         | Coligação Democrática Unitária | 70    | 2,27 / 100,00   | 0,16 |
|                         | CDS – Partido Popular          | 68    | 2,21 / 100,00   | 0,59 |
|                         | Iniciativa Liberal             | 51    | 1,66 / 100,00   | Novo |
| Votos Inválidos         | Votos Inválidos                | 160   | 5,19 / 100,00   | 0,67 |
| Total                   | Total                          | 3 081 | 100,00 / 100,00 |      |
| Eleitorado/Participação | Eleitorado/Participação        | 5 181 | 59,47 / 100,00  | 5,74 |

#### Paços de Brandão
| Partido                 | Partido                        | Votos | %               | +/-  |
| ----------------------- | ------------------------------ | ----- | --------------- | ---- |
|                         | Partido Social Democrata       | 1 164 | 43,68 / 100,00  | 3,29 |
|                         | Partido Socialista             | 797   | 29,91 / 100,00  | 0,48 |
|                         | CDS – Partido Popular          | 181   | 6,79 / 100,00   | 1,83 |
|                         | Bloco de Esquerda              | 116   | 4,35 / 100,00   | 1,42 |
|                         | CHEGA                          | 105   | 3,94 / 100,00   | Novo |
|                         | Iniciativa Liberal             | 71    | 2,66 / 100,00   | Novo |
|                         | Coligação Democrática Unitária | 60    | 2,25 / 100,00   | 0,60 |
|                         | Pessoas–Animais–Natureza       | 40    | 1,50 / 100,00   | -    |
| Votos Inválidos         | Votos Inválidos                | 131   | 4,91 / 100,00   | 0,14 |
| Total                   | Total                          | 2 665 | 100,00 / 100,00 |      |
| Eleitorado/Participação | Eleitorado/Participação        | 4 341 | 61,39 / 100,00  | 2,15 |

#### Rio Meão
| Partido                 | Partido                        | Votos | %               | +/-  |
| ----------------------- | ------------------------------ | ----- | --------------- | ---- |
|                         | Partido Social Democrata       | 1 524 | 58,57 / 100,00  | 1,64 |
|                         | Partido Socialista             | 617   | 23,71 / 100,00  | 2,29 |
|                         | Bloco de Esquerda              | 105   | 4,04 / 100,00   | 0,39 |
|                         | CDS – Partido Popular          | 70    | 2,69 / 100,00   | 0,39 |
|                         | CHEGA                          | 57    | 2,19 / 100,00   | Novo |
|                         | Iniciativa Liberal             | 53    | 2,04 / 100,00   | Novo |
|                         | Coligação Democrática Unitária | 37    | 1,42 / 100,00   | 0,44 |
|                         | Pessoas–Animais–Natureza       | 30    | 1,15 / 100,00   | -    |
| Votos Inválidos         | Votos Inválidos                | 109   | 4,19 / 100,00   | 0,64 |
| Total                   | Total                          | 2 602 | 100,00 / 100,00 |      |
| Eleitorado/Participação | Eleitorado/Participação        | 4 423 | 58,83 / 100,00  | 4,00 |

#### Romariz
| Partido                 | Partido                        | Votos | %               | +/-  |
| ----------------------- | ------------------------------ | ----- | --------------- | ---- |
|                         | Partido Social Democrata       | 775   | 50,10 / 100,00  | 0,22 |
|                         | Partido Socialista             | 415   | 26,83 / 100,00  | 4,88 |
|                         | CDS – Partido Popular          | 101   | 6,53 / 100,00   | 3,00 |
|                         | CHEGA                          | 62    | 4,01 / 100,00   | Novo |
|                         | Bloco de Esquerda              | 40    | 2,59 / 100,00   | 0,94 |
|                         | Iniciativa Liberal             | 22    | 1,42 / 100,00   | Novo |
|                         | Coligação Democrática Unitária | 17    | 1,10 / 100,00   | 0,08 |
|                         | Pessoas–Animais–Natureza       | 15    | 0,97 / 100,00   | -    |
| Votos Inválidos         | Votos Inválidos                | 100   | 6,47 / 100,00   | 0,70 |
| Total                   | Total                          | 1 547 | 100,00 / 100,00 |      |
| Eleitorado/Participação | Eleitorado/Participação        | 2 854 | 54,20 / 100,00  | 1,52 |

#### Sanguedo
| Partido                 | Partido                        | Votos | %               | +/-  |
| ----------------------- | ------------------------------ | ----- | --------------- | ---- |
|                         | Partido Socialista             | 866   | 43,61 / 100,00  | 2,09 |
|                         | Partido Social Democrata       | 757   | 38,12 / 100,00  | 0,86 |
|                         | Bloco de Esquerda              | 67    | 3,37 / 100,00   | 0,41 |
|                         | CHEGA                          | 65    | 3,27 / 100,00   | Novo |
|                         | Iniciativa Liberal             | 44    | 2,22 / 100,00   | Novo |
|                         | Coligação Democrática Unitária | 42    | 2,11 / 100,00   | 0,15 |
|                         | CDS – Partido Popular          | 33    | 1,66 / 100,00   | 1,83 |
|                         | Pessoas–Animais–Natureza       | 24    | 1,21 / 100,00   | -    |
| Votos Inválidos         | Votos Inválidos                | 88    | 4,43 / 100,00   | 0,48 |
| Total                   | Total                          | 1 986 | 100,00 / 100,00 |      |
| Eleitorado/Participação | Eleitorado/Participação        | 3 109 | 63,88 / 100,00  | 1,10 |

#### Santa Maria da Feira
| Partido                 | Partido                        | Votos  | %               | +/-  |
| ----------------------- | ------------------------------ | ------ | --------------- | ---- |
|                         | Partido Social Democrata       | 3 704  | 42,09 / 100,00  | 6,69 |
|                         | Partido Socialista             | 2 600  | 29,54 / 100,00  | 1,16 |
|                         | Iniciativa Liberal             | 676    | 7,68 / 100,00   | Novo |
|                         | Bloco de Esquerda              | 426    | 4,84 / 100,00   | 3,82 |
|                         | CHEGA                          | 289    | 3,28 / 100,00   | Novo |
|                         | Coligação Democrática Unitária | 281    | 3,19 / 100,00   | 0,11 |
|                         | Pessoas–Animais–Natureza       | 218    | 2,48 / 100,00   | -    |
|                         | CDS – Partido Popular          | 173    | 1,97 / 100,00   | 1,70 |
| Votos Inválidos         | Votos Inválidos                | 434    | 4,94 / 100,00   | 1,71 |
| Total                   | Total                          | 8 801  | 100,00 / 100,00 |      |
| Eleitorado/Participação | Eleitorado/Participação        | 17 227 | 51,09 / 100,00  | 1,96 |

#### Santa Maria de Lamas
| Partido                 | Partido                        | Votos | %               | +/-   |
| ----------------------- | ------------------------------ | ----- | --------------- | ----- |
|                         | Partido Social Democrata       | 1 156 | 42,14 / 100,00  | 0,90  |
|                         | Partido Socialista             | 736   | 26,83 / 100,00  | 12,77 |
|                         | Iniciativa Liberal             | 212   | 7,73 / 100,00   | Novo  |
|                         | CDS – Partido Popular          | 192   | 7,00 / 100,00   | 2,61  |
|                         | Bloco de Esquerda              | 141   | 5,14 / 100,00   | 0,15  |
|                         | CHEGA                          | 78    | 2,84 / 100,00   | Novo  |
|                         | Coligação Democrática Unitária | 65    | 2,37 / 100,00   | 1,30  |
|                         | Pessoas–Animais–Natureza       | 38    | 1,39 / 100,00   | -     |
| Votos Inválidos         | Votos Inválidos                | 125   | 4,55 / 100,00   | 0,87  |
| Total                   | Total                          | 2 743 | 100,00 / 100,00 |       |
| Eleitorado/Participação | Eleitorado/Participação        | 4 475 | 61,30 / 100,00  | 0,96  |

#### São João de Ver
| Partido                 | Partido                        | Votos | %               | +/-  |
| ----------------------- | ------------------------------ | ----- | --------------- | ---- |
|                         | Partido Social Democrata       | 2 836 | 52,87 / 100,00  | 3,37 |
|                         | Partido Socialista             | 1 425 | 26,57 / 100,00  | 3,36 |
|                         | Bloco de Esquerda              | 221   | 4,12 / 100,00   | 2,38 |
|                         | Iniciativa Liberal             | 174   | 3,24 / 100,00   | Novo |
|                         | CHEGA                          | 136   | 2,54 / 100,00   | Novo |
|                         | CDS – Partido Popular          | 127   | 2,37 / 100,00   | 2,22 |
|                         | Pessoas–Animais–Natureza       | 106   | 1,98 / 100,00   | -    |
|                         | Coligação Democrática Unitária | 105   | 1,96 / 100,00   | 0,87 |
| Votos Inválidos         | Votos Inválidos                | 234   | 4,37 / 100,00   | 1,77 |
| Total                   | Total                          | 5 364 | 100,00 / 100,00 |      |
| Eleitorado/Participação | Eleitorado/Participação        | 9 513 | 56,39 / 100,00  | 1,36 |

#### São Miguel do Souto e Mosteirô
| Partido                 | Partido                        | Votos | %               | +/-  |
| ----------------------- | ------------------------------ | ----- | --------------- | ---- |
|                         | Partido Socialista             | 1 288 | 40,07 / 100,00  | 0,66 |
|                         | Partido Social Democrata       | 1 210 | 37,65 / 100,00  | 5,22 |
|                         | CDS – Partido Popular          | 188   | 5,85 / 100,00   | 4,88 |
|                         | Bloco de Esquerda              | 122   | 3,80 / 100,00   | 2,66 |
|                         | CHEGA                          | 73    | 2,27 / 100,00   | Novo |
|                         | Iniciativa Liberal             | 59    | 1,84 / 100,00   | Novo |
|                         | Pessoas–Animais–Natureza       | 59    | 1,84 / 100,00   | -    |
|                         | Coligação Democrática Unitária | 49    | 1,52 / 100,00   | 0,35 |
| Votos Inválidos         | Votos Inválidos                | 166   | 5,16 / 100,00   | 1,66 |
| Total                   | Total                          | 3 214 | 100,00 / 100,00 |      |
| Eleitorado/Participação | Eleitorado/Participação        | 6 030 | 53,30 / 100,00  | 6,98 |

#### São Paio de Oleiros
| Partido                 | Partido                        | Votos | %               | +/-  |
| ----------------------- | ------------------------------ | ----- | --------------- | ---- |
|                         | Partido Social Democrata       | 988   | 49,33 / 100,00  | 5,53 |
|                         | Partido Socialista             | 475   | 23,71 / 100,00  | 7,95 |
|                         | Coligação Democrática Unitária | 168   | 8,39 / 100,00   | 2,21 |
|                         | Bloco de Esquerda              | 111   | 5,54 / 100,00   | 0,07 |
|                         | CHEGA                          | 50    | 2,50 / 100,00   | Novo |
|                         | CDS – Partido Popular          | 40    | 2,00 / 100,00   | 0,69 |
|                         | Pessoas–Animais–Natureza       | 30    | 1,50 / 100,00   | -    |
|                         | Iniciativa Liberal             | 23    | 1,15 / 100,00   | Novo |
| Votos Inválidos         | Votos Inválidos                | 118   | 5,89 / 100,00   | 0,47 |
| Total                   | Total                          | 2 003 | 100,00 / 100,00 |      |
| Eleitorado/Participação | Eleitorado/Participação        | 3 420 | 58,57 / 100,00  | 6,82 |

### Juntas de Freguesia

#### Argoncilhe
| Partido                 | Partido                        | Votos | %               | +/-  | Mandatos | +/-     |
| ----------------------- | ------------------------------ | ----- | --------------- | ---- | -------- | ------- |
|                         | Partido Social Democrata       | 1 878 | 41,24 / 100,00  | 0,33 | 7 / 13   | 1       |
|                         | Partido Socialista             | 1 596 | 35,05 / 100,00  | 1,46 | 5 / 13   | 1       |
|                         | Iniciativa Liberal             | 450   | 9,88 / 100,00   | Novo | 1 / 13   | Novo    |
|                         | CDS – Partido Popular          | 210   | 4,61 / 100,00   | 6,47 | 0 / 13   | 1       |
|                         | CHEGA                          | 144   | 3,16 / 100,00   | Novo | 0 / 13   | Novo    |
|                         | Bloco de Esquerda              | 76    | 1,67 / 100,00   | 0,93 | 0 / 13   | Estável |
|                         | Coligação Democrática Unitária | 59    | 1,30 / 100,00   | 1,50 | 0 / 13   | Estável |
| Votos Inválidos         | Votos Inválidos                | 141   | 3,10 / 100,00   | 2,34 |          |         |
| Total                   | Total                          | 4 554 | 100,00 / 100,00 |      | 13 / 13  |         |
| Eleitorado/Participação | Eleitorado/Participação        | 7 448 | 61,14 / 100,00  | 1,00 |          |         |

#### Arrifana
| Partido                 | Partido                        | Votos | %               | +/-   | Mandatos | +/-     |
| ----------------------- | ------------------------------ | ----- | --------------- | ----- | -------- | ------- |
|                         | Partido Social Democrata       | 1 229 | 46,36 / 100,00  | 4,07  | 7 / 13   | 1       |
|                         | Partido Socialista             | 594   | 22,41 / 100,00  | 16,42 | 3 / 13   | 3       |
|                         | CDS – Partido Popular          | 463   | 17,47 / 100,00  | 11,20 | 3 / 13   | 2       |
|                         | Bloco de Esquerda              | 116   | 4,38 / 100,00   | 0,03  | 0 / 13   | Estável |
|                         | Coligação Democrática Unitária | 79    | 2,98 / 100,00   | 0,50  | 0 / 13   | Estável |
| Votos Inválidos         | Votos Inválidos                | 170   | 6,42 / 100,00   | 0,69  |          |         |
| Total                   | Total                          | 2 651 | 100,00 / 100,00 |       | 13 / 13  |         |
| Eleitorado/Participação | Eleitorado/Participação        | 5 712 | 46,41 / 100,00  | 5,09  |          |         |

#### Caldas de São Jorge e Pigeiros
| Partido                 | Partido                        | Votos | %               | +/-  | Mandatos | +/-     |
| ----------------------- | ------------------------------ | ----- | --------------- | ---- | -------- | ------- |
|                         | Partido Social Democrata       | 1 055 | 48,46 / 100,00  | 3,83 | 5 / 9    | Estável |
|                         | Partido Socialista             | 913   | 41,94 / 100,00  | 7,00 | 4 / 9    | Estável |
|                         | Coligação Democrática Unitária | 47    | 2,16 / 100,00   | 1,66 | 0 / 9    | Estável |
|                         | CDS – Partido Popular          | 41    | 1,88 / 100,00   | 2,08 | 0 / 9    | Estável |
|                         | Bloco de Esquerda              | 28    | 1,29 / 100,00   | -    | 0 / 9    | -       |
| Votos Inválidos         | Votos Inválidos                | 93    | 4,27 / 100,00   | 0,72 |          |         |
| Total                   | Total                          | 2 177 | 100,00 / 100,00 |      | 9 / 9    |         |
| Eleitorado/Participação | Eleitorado/Participação        | 3 494 | 62,31 / 100,00  | 0,09 |          |         |

#### Canedo, Vale e Vila Maior
| Partido                 | Partido                        | Votos | %               | +/-   | Mandatos | +/-     |
| ----------------------- | ------------------------------ | ----- | --------------- | ----- | -------- | ------- |
|                         | Partido Social Democrata       | 1 569 | 39,50 / 100,00  | 11,60 | 7 / 13   | 1       |
|                         | Partido Socialista             | 858   | 21,60 / 100,00  | 5,01  | 3 / 13   | 1       |
|                         | CDS – Partido Popular          | 692   | 17,42 / 100,00  | 4,45  | 3 / 13   | 1       |
|                         | Bloco de Esquerda              | 216   | 5,44 / 100,00   | 4,42  | 0 / 13   | 1       |
|                         | CHEGA                          | 178   | 4,48 / 100,00   | Novo  | 0 / 13   | Novo    |
|                         | Coligação Democrática Unitária | 96    | 2,42 / 100,00   | 0,16  | 0 / 13   | Estável |
| Votos Inválidos         | Votos Inválidos                | 363   | 9,14 / 100,00   | 1,93  |          |         |
| Total                   | Total                          | 3 972 | 100,00 / 100,00 |       | 13 / 13  |         |
| Eleitorado/Participação | Eleitorado/Participação        | 8 690 | 45,71 / 100,00  | 1,97  |          |         |

#### Escapães
| Partido                 | Partido                  | Votos | %               | +/-  | Mandatos | +/-     |
| ----------------------- | ------------------------ | ----- | --------------- | ---- | -------- | ------- |
|                         | Partido Social Democrata | 856   | 46,85 / 100,00  | 1,11 | 5 / 9    | Estável |
|                         | Partido Socialista       | 755   | 41,32 / 100,00  | 0,03 | 4 / 9    | Estável |
|                         | CDS – Partido Popular    | 76    | 4,16 / 100,00   | -    | 0 / 9    | -       |
|                         | Bloco de Esquerda        | 49    | 2,68 / 100,00   | 0,01 | 0 / 9    | Estável |
| Votos Inválidos         | Votos Inválidos          | 91    | 4,99 / 100,00   | 0,34 |          |         |
| Total                   | Total                    | 1 827 | 100,00 / 100,00 |      | 9 / 9    |         |
| Eleitorado/Participação | Eleitorado/Participação  | 3 018 | 60,54 / 100,00  | 4,00 |          |         |

#### Fiães
| Partido                 | Partido                        | Votos | %               | +/-  | Mandatos | +/- |
| ----------------------- | ------------------------------ | ----- | --------------- | ---- | -------- | --- |
|                         | Partido Social Democrata       | 1 309 | 35,60 / 100,00  | 7,50 | 5 / 13   | 2   |
|                         | Partido Socialista             | 1 249 | 33,97 / 100,00  | 4,44 | 5 / 13   | 1   |
|                         | Coligação Democrática Unitária | 511   | 13,90 / 100,00  | 5,49 | 2 / 13   | 1   |
|                         | Bloco de Esquerda              | 245   | 6,66 / 100,00   | 2,73 | 1 / 13   | 1   |
|                         | CDS – Partido Popular          | 142   | 3,86 / 100,00   | 5,33 | 0 / 13   | 1   |
| Votos Inválidos         | Votos Inválidos                | 221   | 6,01 / 100,00   | 0,16 |          |     |
| Total                   | Total                          | 3 677 | 100,00 / 100,00 |      | 13 / 13  |     |
| Eleitorado/Participação | Eleitorado/Participação        | 6 869 | 53,53 / 100,00  | 2,81 |          |     |

#### Fornos
| Partido                 | Partido                        | Votos | %               | +/-  | Mandatos | +/-     |
| ----------------------- | ------------------------------ | ----- | --------------- | ---- | -------- | ------- |
|                         | Partido Social Democrata       | 956   | 54,20 / 100,00  | 4,53 | 6 / 9    | 1       |
|                         | Partido Socialista             | 469   | 26,59 / 100,00  | 2,19 | 3 / 9    | Estável |
|                         | Coligação Democrática Unitária | 125   | 7,09 / 100,00   | 2,94 | 0 / 9    | 1       |
|                         | CDS – Partido Popular          | 78    | 4,42 / 100,00   | 1,08 | 0 / 9    | Estável |
|                         | Bloco de Esquerda              | 51    | 2,89 / 100,00   | 0,15 | 0 / 9    | Estável |
| Votos Inválidos         | Votos Inválidos                | 85    | 4,82 / 100,00   | 0,61 |          |         |
| Total                   | Total                          | 1 764 | 100,00 / 100,00 |      | 9 / 9    |         |
| Eleitorado/Participação | Eleitorado/Participação        | 2 993 | 58,94 / 100,00  | 1,52 |          |         |

#### Lobão, Gião, Louredo e Guisande
| Partido                 | Partido                        | Votos | %               | +/-  | Mandatos | +/-     |
| ----------------------- | ------------------------------ | ----- | --------------- | ---- | -------- | ------- |
|                         | Partido Socialista             | 2 345 | 45,59 / 100,00  | 5,09 | 7 / 13   | 1       |
|                         | Partido Social Democrata       | 2 123 | 41,27 / 100,00  | 3,40 | 6 / 13   | 1       |
|                         | CDS – Partido Popular          | 202   | 3,93 / 100,00   | 1,02 | 0 / 13   | Estável |
|                         | Bloco de Esquerda              | 133   | 2,59 / 100,00   | -    | 0 / 13   | -       |
|                         | Coligação Democrática Unitária | 67    | 1,30 / 100,00   | 1,20 | 0 / 13   | Estável |
| Votos Inválidos         | Votos Inválidos                | 274   | 5,33 / 100,00   | 2,06 |          |         |
| Total                   | Total                          | 5 144 | 100,00 / 100,00 |      | 13 / 13  |         |
| Eleitorado/Participação | Eleitorado/Participação        | 9 424 | 54,58 / 100,00  | 2,45 |          |         |

#### Lourosa
| Partido                 | Partido                        | Votos | %               | +/-  | Mandatos | +/-     |
| ----------------------- | ------------------------------ | ----- | --------------- | ---- | -------- | ------- |
|                         | Partido Social Democrata       | 2 092 | 48,08 / 100,00  | 6,45 | 7 / 13   | 1       |
|                         | Partido Socialista             | 1 671 | 38,40 / 100,00  | 6,40 | 6 / 13   | 1       |
|                         | Iniciativa Liberal             | 146   | 3,36 / 100,00   | Novo | 0 / 13   | Novo    |
|                         | Bloco de Esquerda              | 126   | 2,90 / 100,00   | 1,55 | 0 / 13   | Estável |
|                         | CDS – Partido Popular          | 86    | 1,98 / 100,00   | 0,87 | 0 / 13   | Estável |
|                         | Coligação Democrática Unitária | 47    | 1,08 / 100,00   | 0,25 | 0 / 13   | Estável |
| Votos Inválidos         | Votos Inválidos                | 183   | 4,21 / 100,00   | 0,26 |          |         |
| Total                   | Total                          | 4 351 | 100,00 / 100,00 |      | 13 / 13  |         |
| Eleitorado/Participação | Eleitorado/Participação        | 7 685 | 56,62 / 100,00  | 1,15 |          |         |

#### Milheirós de Poiares
| Partido                 | Partido                        | Votos | %               | +/-  | Mandatos | +/-     |
| ----------------------- | ------------------------------ | ----- | --------------- | ---- | -------- | ------- |
|                         | Mais Milheirós                 | 1 142 | 57,16 / 100,00  | 9,81 | 6 / 9    | 1       |
|                         | Partido Social Democrata       | 674   | 33,73 / 100,00  | 9,28 | 3 / 9    | 1       |
|                         | Coligação Democrática Unitária | 50    | 2,50 / 100,00   | 0,35 | 0 / 9    | Estável |
|                         | CDS – Partido Popular          | 42    | 2,10 / 100,00   | 0,14 | 0 / 9    | Estável |
| Votos Inválidos         | Votos Inválidos                | 90    | 4,50 / 100,00   | 0,30 |          |         |
| Total                   | Total                          | 1 998 | 100,00 / 100,00 |      | 9 / 9    |         |
| Eleitorado/Participação | Eleitorado/Participação        | 3 257 | 61,34 / 100,00  | 1,73 |          |         |

#### Mozelos
| Partido                 | Partido                        | Votos | %               | +/-  | Mandatos | +/-     |
| ----------------------- | ------------------------------ | ----- | --------------- | ---- | -------- | ------- |
|                         | Partido Social Democrata       | 1 711 | 45,52 / 100,00  | 2,02 | 7 / 13   | Estável |
|                         | Partido Socialista             | 1 394 | 37,08 / 100,00  | 0,25 | 6 / 13   | Estável |
|                         | Bloco de Esquerda              | 187   | 4,97 / 100,00   | 0,47 | 0 / 13   | Estável |
|                         | CDS – Partido Popular          | 108   | 2,87 / 100,00   | 1,47 | 0 / 13   | Estável |
|                         | CHEGA                          | 105   | 2,79 / 100,00   | Novo | 0 / 13   | Novo    |
|                         | Coligação Democrática Unitária | 85    | 2,26 / 100,00   | 0,04 | 0 / 13   | Estável |
| Votos Inválidos         | Votos Inválidos                | 169   | 4,49 / 100,00   | 0,43 |          |         |
| Total                   | Total                          | 3 759 | 100,00 / 100,00 |      | 13 / 13  |         |
| Eleitorado/Participação | Eleitorado/Participação        | 6 482 | 57,99 / 100,00  | 4,38 |          |         |

#### Nogueira da Regedoura
| Partido                 | Partido                        | Votos | %               | +/-  | Mandatos | +/-     |
| ----------------------- | ------------------------------ | ----- | --------------- | ---- | -------- | ------- |
|                         | Partido Socialista             | 1 586 | 51,48 / 100,00  | 2,91 | 7 / 13   | Estável |
|                         | PSD-CDS                        | 1 208 | 39,21 / 100,00  | -    | 6 / 13   | -       |
|                         | Bloco de Esquerda              | 108   | 3,51 / 100,00   | 0,50 | 0 / 13   | Estável |
|                         | Coligação Democrática Unitária | 53    | 1,72 / 100,00   | 0,09 | 0 / 13   | Estável |
| Votos Inválidos         | Votos Inválidos                | 126   | 4,09 / 100,00   | 1,97 |          |         |
| Total                   | Total                          | 3 081 | 100,00 / 100,00 |      | 13 / 13  |         |
| Eleitorado/Participação | Eleitorado/Participação        | 5 181 | 59,47 / 100,00  | 5,74 |          |         |

#### Paços de Brandão
| Partido                 | Partido                        | Votos | %               | +/-  | Mandatos | +/-     |
| ----------------------- | ------------------------------ | ----- | --------------- | ---- | -------- | ------- |
|                         | Partido Social Democrata       | 1 119 | 41,97 / 100,00  | 6,10 | 5 / 9    | Estável |
|                         | Partido Socialista             | 881   | 33,05 / 100,00  | 7,61 | 3 / 9    | Estável |
|                         | CDS – Partido Popular          | 293   | 10,99 / 100,00  | 2,60 | 1 / 9    | Estável |
|                         | Bloco de Esquerda              | 106   | 3,98 / 100,00   | 1,03 | 0 / 9    | Estável |
|                         | CHEGA                          | 84    | 3,15 / 100,00   | Novo | 0 / 9    | Novo    |
|                         | Coligação Democrática Unitária | 59    | 2,21 / 100,00   | 0,78 | 0 / 9    | Estável |
| Votos Inválidos         | Votos Inválidos                | 124   | 4,66 / 100,00   | 0,24 |          |         |
| Total                   | Total                          | 2 666 | 100,00 / 100,00 |      | 9 / 9    |         |
| Eleitorado/Participação | Eleitorado/Participação        | 4 341 | 61,41 / 100,00  | 2,15 |          |         |

#### Rio Meão
| Partido                 | Partido                        | Votos | %               | +/-  | Mandatos | +/-     |
| ----------------------- | ------------------------------ | ----- | --------------- | ---- | -------- | ------- |
|                         | Partido Social Democrata       | 1 701 | 65,37 / 100,00  | 5,25 | 7 / 9    | Estável |
|                         | Partido Socialista             | 575   | 22,10 / 100,00  | 2,57 | 2 / 9    | Estável |
|                         | Bloco de Esquerda              | 94    | 3,61 / 100,00   | 1,10 | 0 / 9    | Estável |
|                         | CDS – Partido Popular          | 78    | 3,00 / 100,00   | 0,60 | 0 / 9    | Estável |
|                         | Coligação Democrática Unitária | 36    | 1,38 / 100,00   | 0,16 | 0 / 9    | Estável |
| Votos Inválidos         | Votos Inválidos                | 118   | 4,54 / 100,00   | 0,81 |          |         |
| Total                   | Total                          | 2 602 | 100,00 / 100,00 |      | 9 / 9    |         |
| Eleitorado/Participação | Eleitorado/Participação        | 4 423 | 58,83 / 100,00  | 3,97 |          |         |

#### Romariz
| Partido                 | Partido                  | Votos | %               | +/-  | Mandatos | +/-     |
| ----------------------- | ------------------------ | ----- | --------------- | ---- | -------- | ------- |
|                         | Partido Social Democrata | 859   | 55,53 / 100,00  | 6,47 | 6 / 9    | 1       |
|                         | Partido Socialista       | 391   | 25,27 / 100,00  | 6,08 | 2 / 9    | 1       |
|                         | CDS – Partido Popular    | 179   | 11,57 / 100,00  | 1,55 | 1 / 9    | Estável |
|                         | Bloco de Esquerda        | 35    | 2,26 / 100,00   | -    | 0 / 9    | -       |
| Votos Inválidos         | Votos Inválidos          | 83    | 5,37 / 100,00   | 0,02 |          |         |
| Total                   | Total                    | 1 547 | 100,00 / 100,00 |      | 9 / 9    |         |
| Eleitorado/Participação | Eleitorado/Participação  | 2 854 | 54,20 / 100,00  | 1,52 |          |         |

#### Sanguedo
| Partido                 | Partido                        | Votos | %               | +/-  | Mandatos | +/-     |
| ----------------------- | ------------------------------ | ----- | --------------- | ---- | -------- | ------- |
|                         | Partido Socialista             | 1 275 | 64,20 / 100,00  | 8,21 | 7 / 9    | 1       |
|                         | Partido Social Democrata       | 520   | 26,18 / 100,00  | 2,65 | 2 / 9    | 1       |
|                         | Coligação Democrática Unitária | 66    | 3,32 / 100,00   | 1,45 | 0 / 9    | Estável |
|                         | Bloco de Esquerda              | 38    | 1,91 / 100,00   | -    | 0 / 9    | -       |
| Votos Inválidos         | Votos Inválidos                | 87    | 4,38 / 100,00   | 1,14 |          |         |
| Total                   | Total                          | 1 986 | 100,00 / 100,00 |      | 9 / 9    |         |
| Eleitorado/Participação | Eleitorado/Participação        | 3 109 | 63,88 / 100,00  | 1,06 |          |         |

#### Santa Maria da Feira
| Partido                 | Partido                        | Votos  | %               | +/-  | Mandatos | +/-     |
| ----------------------- | ------------------------------ | ------ | --------------- | ---- | -------- | ------- |
|                         | Partido Social Democrata       | 4 082  | 46,40 / 100,00  | 7,01 | 8 / 13   | 1       |
|                         | Partido Socialista             | 2 474  | 28,12 / 100,00  | 0,69 | 4 / 13   | Estável |
|                         | Iniciativa Liberal             | 727    | 8,26 / 100,00   | Novo | 1 / 13   | Novo    |
|                         | Bloco de Esquerda              | 387    | 4,40 / 100,00   | 0,89 | 0 / 13   | Estável |
|                         | CHEGA                          | 257    | 2,92 / 100,00   | Novo | 0 / 13   | Novo    |
|                         | Coligação Democrática Unitária | 256    | 2,91 / 100,00   | 0,38 | 0 / 13   | Estável |
|                         | CDS – Partido Popular          | 162    | 1,84 / 100,00   | 1,81 | 0 / 13   | Estável |
| Votos Inválidos         | Votos Inválidos                | 442    | 5,14 / 100,00   | 1,15 |          |         |
| Total                   | Total                          | 8 797  | 100,00 / 100,00 |      | 13 / 13  |         |
| Eleitorado/Participação | Eleitorado/Participação        | 17 227 | 51,07 / 100,00  | 1,97 |          |         |

#### Santa Maria de Lamas
| Partido                 | Partido                        | Votos | %               | +/-   | Mandatos | +/-     |
| ----------------------- | ------------------------------ | ----- | --------------- | ----- | -------- | ------- |
|                         | Partido Social Democrata       | 1 225 | 44,66 / 100,00  | 3,85  | 5 / 9    | Estável |
|                         | Partido Socialista             | 713   | 25,99 / 100,00  | 13,86 | 3 / 9    | 1       |
|                         | CDS – Partido Popular          | 359   | 13,09 / 100,00  | 8,27  | 1 / 9    | 1       |
|                         | Iniciativa Liberal             | 162   | 5,91 / 100,00   | Novo  | 0 / 9    | Novo    |
|                         | Bloco de Esquerda              | 112   | 4,08 / 100,00   | 0,01  | 0 / 9    | Estável |
|                         | Coligação Democrática Unitária | 63    | 2,30 / 100,00   | 2,30  | 0 / 9    | Estável |
| Votos Inválidos         | Votos Inválidos                | 109   | 3,98 / 100,00   | 1,87  |          |         |
| Total                   | Total                          | 2 743 | 100,00 / 100,00 |       | 9 / 9    |         |
| Eleitorado/Participação | Eleitorado/Participação        | 4 475 | 61,30 / 100,00  | 0,96  |          |         |

#### São João de Ver
| Partido                 | Partido                        | Votos | %               | +/-   | Mandatos | +/-     |
| ----------------------- | ------------------------------ | ----- | --------------- | ----- | -------- | ------- |
|                         | Partido Social Democrata       | 3 158 | 58,86 / 100,00  | 14,80 | 9 / 13   | 2       |
|                         | Partido Socialista             | 1 386 | 25,83 / 100,00  | 4,04  | 4 / 13   | 1       |
|                         | CDS – Partido Popular          | 218   | 4,06 / 100,00   | 2,02  | 0 / 13   | 1       |
|                         | Bloco de Esquerda              | 177   | 3,30 / 100,00   | 0,88  | 0 / 13   | Estável |
|                         | Coligação Democrática Unitária | 97    | 1,81 / 100,00   | 0,03  | 0 / 13   | Estável |
|                         | CHEGA                          | 95    | 1,77 / 100,00   | Novo  | 0 / 13   | Novo    |
| Votos Inválidos         | Votos Inválidos                | 234   | 4,36 / 100,00   | 9,59  |          |         |
| Total                   | Total                          | 5 365 | 100,00 / 100,00 |       | 13 / 13  |         |
| Eleitorado/Participação | Eleitorado/Participação        | 9 513 | 56,40 / 100,00  | 1,37  |          |         |

#### São Miguel do Souto e Mosteirô
| Partido                 | Partido                        | Votos | %               | +/-   | Mandatos | +/-     |
| ----------------------- | ------------------------------ | ----- | --------------- | ----- | -------- | ------- |
|                         | Partido Socialista             | 1 469 | 45,62 / 100,00  | 6,60  | 7 / 13   | 1       |
|                         | Partido Social Democrata       | 1 156 | 35,90 / 100,00  | 10,63 | 5 / 13   | 2       |
|                         | CDS – Partido Popular          | 232   | 7,20 / 100,00   | 5,72  | 1 / 13   | 1       |
|                         | Bloco de Esquerda              | 126   | 3,91 / 100,00   | 0,61  | 0 / 13   | Estável |
|                         | Coligação Democrática Unitária | 54    | 1,68 / 100,00   | 0,39  | 0 / 13   | Estável |
| Votos Inválidos         | Votos Inválidos                | 183   | 5,69 / 100,00   | 0,72  |          |         |
| Total                   | Total                          | 3 220 | 100,00 / 100,00 |       | 13 / 13  |         |
| Eleitorado/Participação | Eleitorado/Participação        | 6 030 | 53,40 / 100,00  | 6,90  |          |         |

#### São Paio de Oleiros
| Partido                 | Partido                        | Votos | %               | +/-   | Mandatos | +/-     |
| ----------------------- | ------------------------------ | ----- | --------------- | ----- | -------- | ------- |
|                         | Partido Social Democrata       | 1 163 | 58,06 / 100,00  | 11,97 | 6 / 9    | 1       |
|                         | Partido Socialista             | 362   | 18,07 / 100,00  | 11,20 | 2 / 9    | 1       |
|                         | Coligação Democrática Unitária | 220   | 10,98 / 100,00  | 1,87  | 1 / 9    | Estável |
|                         | Bloco de Esquerda              | 103   | 5,14 / 100,00   | 0,50  | 0 / 9    | Estável |
|                         | CDS – Partido Popular          | 49    | 2,45 / 100,00   | 0,42  | 0 / 9    | Estável |
| Votos Inválidos         | Votos Inválidos                | 106   | 5,30 / 100,00   | 1,02  |          |         |
| Total                   | Total                          | 2 003 | 100,00 / 100,00 |       | 9 / 9    |         |
| Eleitorado/Participação | Eleitorado/Participação        | 3 420 | 58,57 / 100,00  | 6,82  |          |         |

| Freguesia                       | 2017-2021 | 2017-2021                | 2017-2021      | 2021-2025 | 2021-2025                | 2021-2025      |
| ------------------------------- | --------- | ------------------------ | -------------- | --------- | ------------------------ | -------------- |
| Argoncilhe                      |           | Partido Social Democrata | 41,57 / 100,00 |           | Partido Social Democrata | 41,24 / 100,00 |
| Arrifana                        |           | Partido Social Democrata | 42,29 / 100,00 |           | Partido Social Democrata | 46,36 / 100,00 |
| Caldas de São Jorge e Pigeiros  |           | Partido Social Democrata | 52,29 / 100,00 |           | Partido Social Democrata | 48,46 / 100,00 |
| Canedo, Vale e Vila Maior       |           | Partido Social Democrata | 51,10 / 100,00 |           | Partido Social Democrata | 39,50 / 100,00 |
| Escapães                        |           | Partido Social Democrata | 45,74 / 100,00 |           | Partido Social Democrata | 46,85 / 100,00 |
| Fiães                           |           | Partido Social Democrata | 43,10 / 100,00 |           | Partido Social Democrata | 35,60 / 100,00 |
| Fornos                          |           | Partido Social Democrata | 49,67 / 100,00 |           | Partido Social Democrata | 54,20 / 100,00 |
| Lobão, Gião, Louredo e Guisande |           | Partido Social Democrata | 44,67 / 100,00 |           | Partido Socialista       | 45,59 / 100,00 |
| Lourosa                         |           | Partido Social Democrata | 54,53 / 100,00 |           | Partido Social Democrata | 48,08 / 100,00 |
| Milheirós de Poiares            |           | Grupo de Cidadãos        | 47,35 / 100,00 |           | Grupo de Cidadãos        | 57,16 / 100,00 |
| Mozelos                         |           | Partido Social Democrata | 47,54 / 100,00 |           | Partido Social Democrata | 45,52 / 100,00 |
| Nogueira da Regedoura           |           | Partido Socialista       | 48,57 / 100,00 |           | Partido Socialista       | 51,48 / 100,00 |
| Paços de Brandão                |           | Partido Social Democrata | 48,07 / 100,00 |           | Partido Social Democrata | 41,97 / 100,00 |
| Rio Meão                        |           | Partido Social Democrata | 70,62 / 100,00 |           | Partido Social Democrata | 65,37 / 100,00 |
| Romariz                         |           | Partido Social Democrata | 49,06 / 100,00 |           | Partido Social Democrata | 55,53 / 100,00 |
| Sanguedo                        |           | Partido Socialista       | 55,99 / 100,00 |           | Partido Socialista       | 64,20 / 100,00 |
| Santa Maria da Feira            |           | Partido Social Democrata | 53,41 / 100,00 |           | Partido Social Democrata | 46,40 / 100,00 |
| Santa Maria de Lamas            |           | Partido Social Democrata | 40,81 / 100,00 |           | Partido Social Democrata | 44,66 / 100,00 |
| São João de Ver                 |           | Partido Social Democrata | 44,06 / 100,00 |           | Partido Social Democrata | 58,86 / 100,00 |
| São Miguel do Souto e Mosteirô  |           | Partido Socialista       | 39,02 / 100,00 |           | Partido Socialista       | 45,62 / 100,00 |
| São Paio de Oleiros             |           | Partido Social Democrata | 46,09 / 100,00 |           | Partido Social Democrata | 58,06 / 100,00 |